# عائلة أنيماس
أنيماس كان اسم عائلة أرستقراطية بيزنطية، يعود تاريخها إلى القرن التاسع إلى القرن الخامس عشر.
أصل الاسم وأصله غير مؤكد؛ قد يكون مرتبطًا بكلمة أنيموس، "الريح"، على الرغم من أن عالم اللغة فايدون كوكوليس اقترح اشتقاقًا لكلمة أنيمي، "البكرة". وقد اقترح آخرون، مثل فرانسوا شالاندون، أن العائلة التي تم توثيقها في أوقات لاحقة كانت من نسل النعمان بن عبد العزيز، نجل آخر أمير لكريت، الذي اعتنق المسيحية وانضم إلى الجيش البيزنطي؛ وسُمي أنيماس، وهو أكثر الاقتراحات قبولًا.
شارك أربعة إخوة من عائلة أنيماس في مؤامرة ضد ألكسيوس الأول كومنينوس في عام 1105؛ اثنان منهم معروفان بالاسم، ميخائيل وليو. وبمجرد اكتشاف محاولة اغتيال الإمبراطور وإحباطها، حُلقَت رؤوس المتآمرين وأُذلوا بشكل طقسي. كان من المقرر معاقبة ميخائيل أنيماس بإعمائه، لكن شجاعته حرّكت بنات الإمبراطور اللواتي توسلن إلى شفاعة والدتهن. وأقنع الإمبراطور بمنح العفو، وسُجن ميخائيل فقط. أصبح البرج القريب من قصر بلاخيرناي [الإنجليزية] يُعرف في المصادر التاريخية باسم "سجن أنيماس [الإنجليزية]"، بسبب إقامته الطويلة هناك. ومع ذلك، احتفظت العائلة بمكانة بارزة خلال الفترة الكومنينية: اُختير مانويل أنيماس [الإنجليزية] للزواج من ابنة يوحنا الثاني كومنينوس، ويبدو أن أعضاء آخرين عقدوا تحالفات زواج مع عائلتي أنجيلوس ودوكاس، اللتين تنتميان إلى أعلى طبقة أرستقراطية بيزنطية. تراجعت العائلة بعد أواخر القرن الثاني عشر، لكن أعضائها ظلوا موجودين حتى نهاية الإمبراطورية في القرن الخامس عشر. وُثق وجود عائلة أنيماس، كمالكي الأراضي في ستومون في خالكيديس، في عام 1321، كما غرق أحد أفراد العائلة، الذي لم يُذكر اسمه، في بحر مرمرة في أوائل القرن الرابع عشر، بينما كان ثيودور أنيماس الحارِس [الإنجليزية] في إيمبروس في عام 1407.